# 코끼리마늘
코끼리마늘(Allium ampeloprasum var. ampeloprasum)은 부추속의 재배 식물이며, 학명은 Allium ampeloprasum var. ampeloprasum이다. 왕마늘, 웅녀마늘 등으로도 알려져 있다. 마늘(A. sativum)과 다른 종인 코끼리마늘(A. ampeloprasum) 품종이며, 구슬양파, 리크, 쿠르라트와 종이 같다. 식물 키는 1m 내외로 일반 마늘에 비해 30~40cm정도 크며, 마늘 한 톨은 일반 마늘보다 2~3배, 한 쪽은 7~10배 정도 크다. 맛은 리크보다 마늘과 비슷한데, 일반 마늘보다 맵고 아린 맛이 적고 향이 덜하다. 구우면 단 맛이 난다.
한국에서는 재래 작물로 1940년대까지 재배하였으나 이후 자취를 감췄다가, 2007년 미국이 6·25전쟁 시기 등에 과거 한반도에서 가져간 농업 유전자원 1600여 점을 농촌진흥청 유전자원센터로 영구 반환하며 다시 재배되기 시작했다.

## 사진

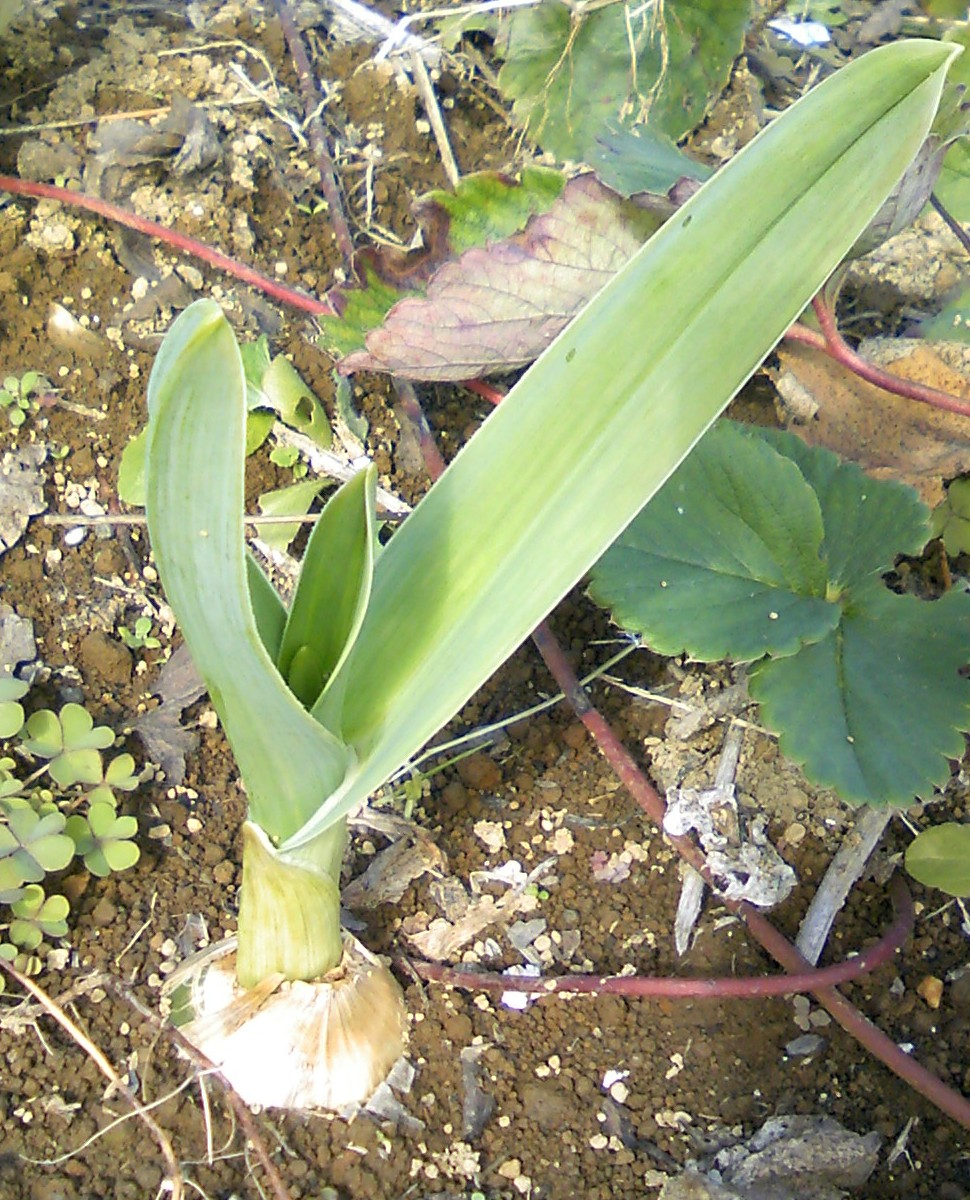
코끼리마늘
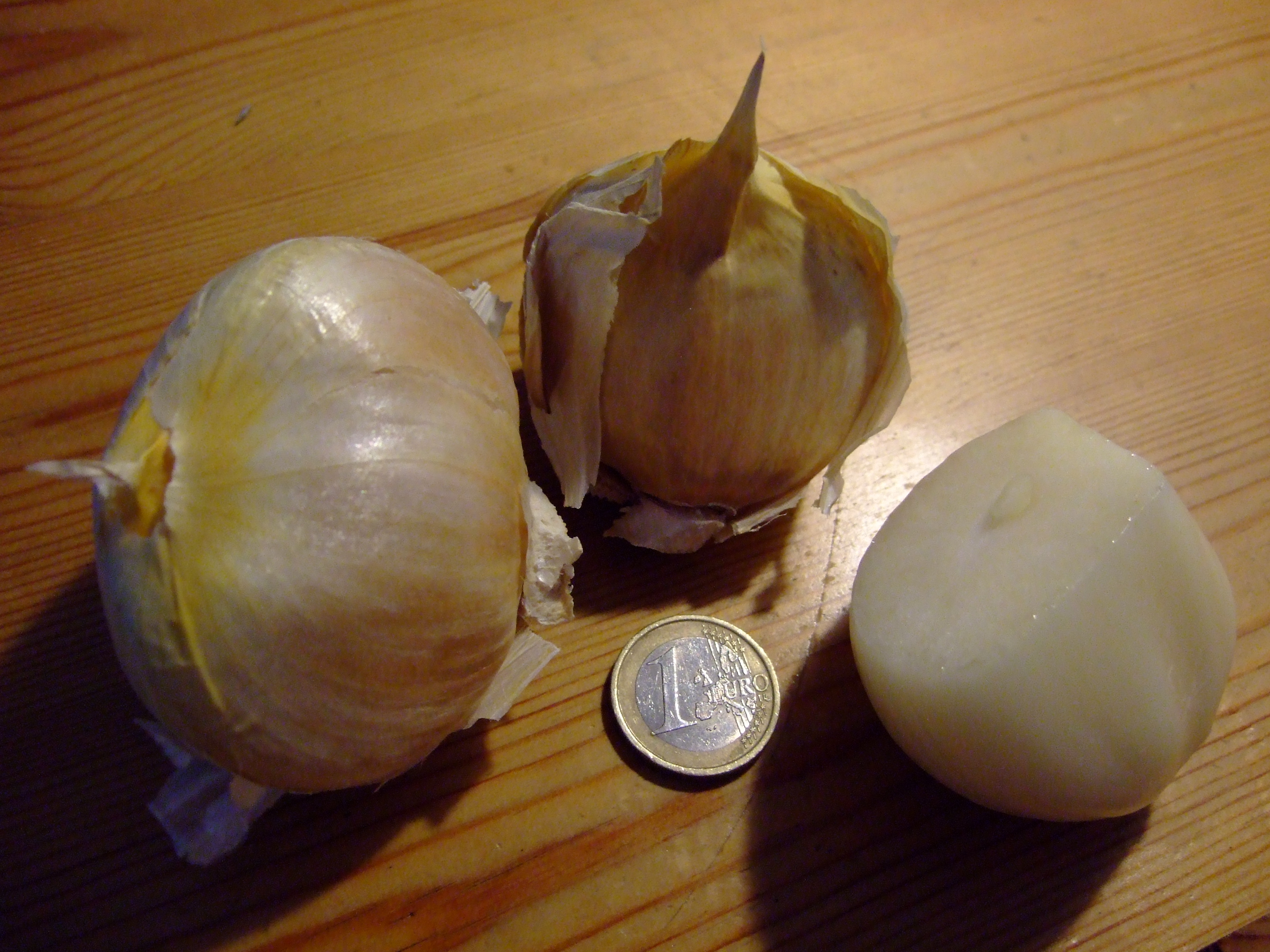
코끼리마늘과 1유로 동전
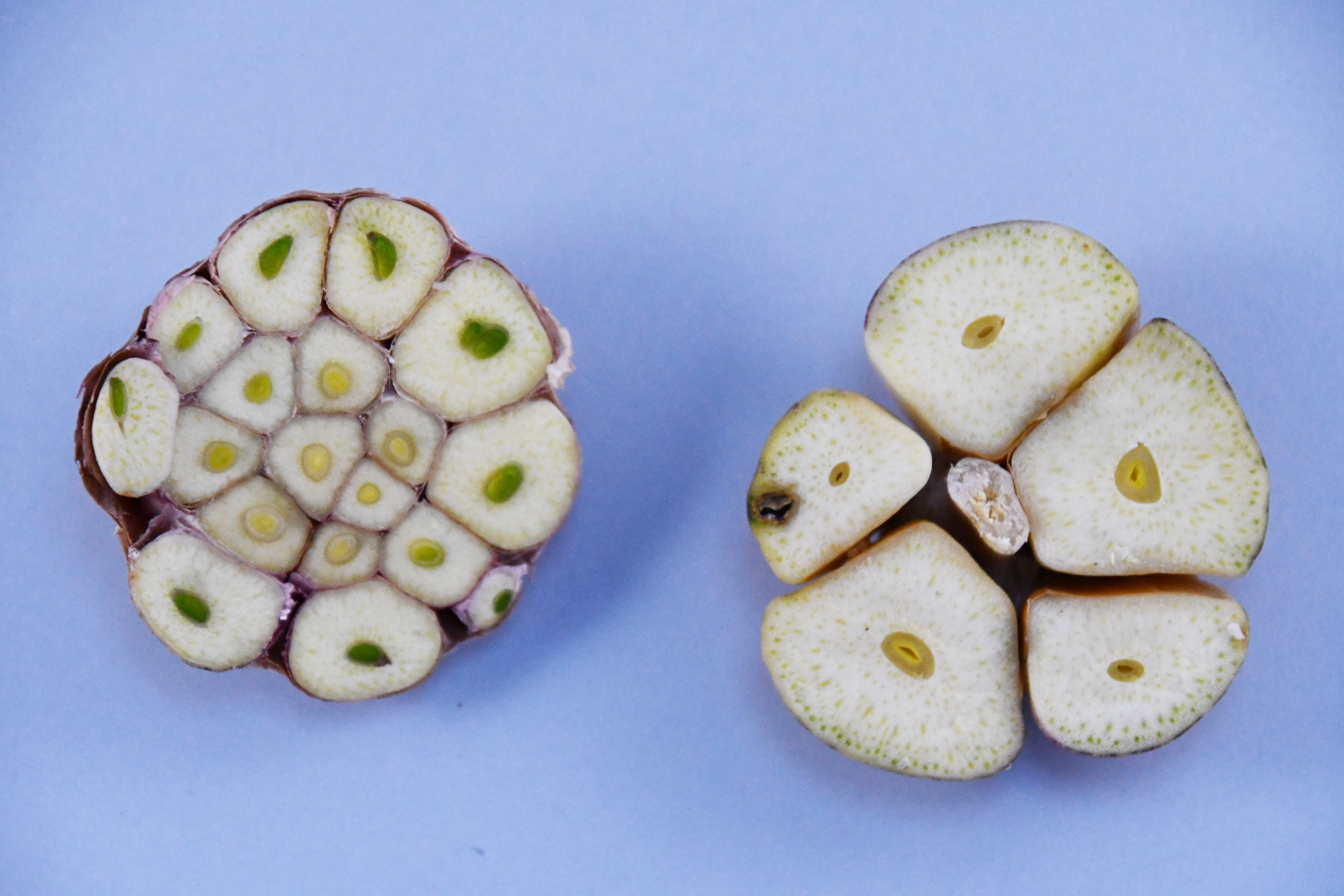
일반 마늘(왼쪽)과 코끼리마늘(오른쪽) 단면
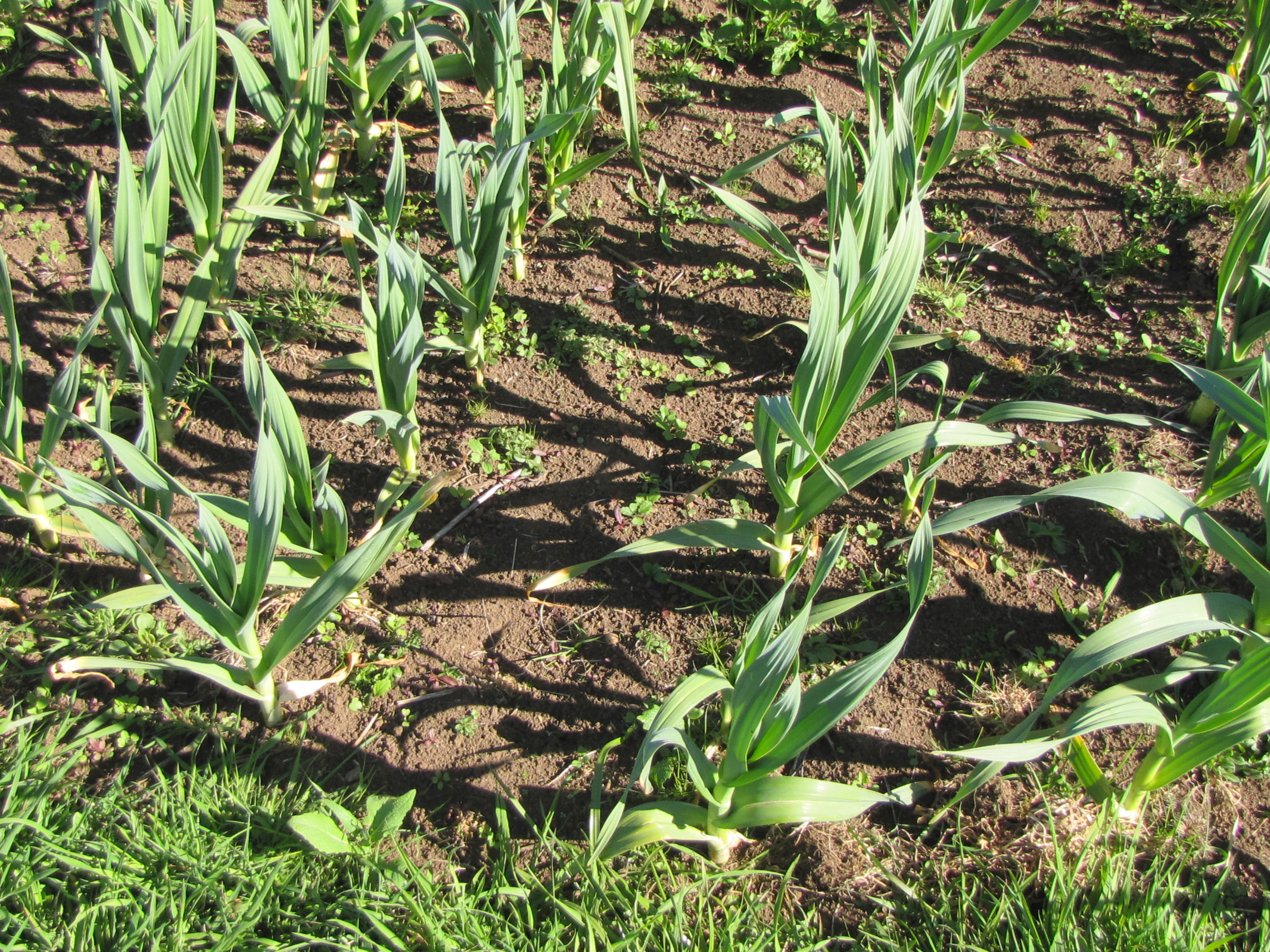
코끼리마늘 재배지